# Wang Jie
Wang Jie (chinês tradicional: 王潔; chinês simplificado: 王洁; pinyin: Wáng Jié; Altay, 4 de dezembro de 1983) é uma voleibolista de praia chinesa.
Wang participou dos Jogos Olímpicos de 2008, em Pequim, onde conquistou a medalha de prata ao lado de Tian Jia. Elas chegaram a final sem nenhuma derrota, mas não resistiram a dupla dos Estados Unidos Kerri Walsh e Misty May-Treanor, que defendiam o título de Atenas 2004 e conquistaram o bicampeonato.